# Eris (planetă pitică)
Eris (inițial denumită 2003 UB313, simbol: ) este cea mai masivă planetă pitică cunoscută din Sistemul nostru Solar. După masă, este al nouălea corp ceresc cunoscut din Sistemul Solar care se rotește direct în jurul Soarelui. Are cel puțin un satelit, numit Dysnomia. Eris este un obiect transneptunian din centura lui Kuiper, și a fost descoperit în 2003. Deoarece masa sa este mai mare decât cea a lui Pluton, a fost considerat de mulți ca fiind Planeta X, cea despre care se credea că este cauza unor perturbări în rotația planetelor Uranus și Neptun.
Pe 24 august 2006, în urma unei rezoluții a Uniunii Astronomice Internaționale , obiectul 2003 UB313 a primit statutul de planetă pitică. 

## Numele
136199 Eris a fost numită după zeița greacă a discordiei. A primit numele oficial pe 13 septembrie 2006 după o lungă perioadă de dezbatere, timp în care a fost cunoscută după numele de 2003 UBB313, acordat automat (însemnand că este al 7827-lea asteroid descoperit în a II-a jumătate a lunii octombrie a anului 2003). Eris a fost poreclită inițial „Xena”, după o eroină dintr-un serial TV din SUA, iar luna poreclită „Gabrielle”, după un alt personaj din același serial. Numărul 136199 se referă la poziția sa în lista planetelor minore.

Animaţie a mişcării lui Eris (care se află în partea stângă a imaginii, în jumătatea de sus)